# (6948) Gounelle
(6948) Gounelle (1981 ET22) – planetoida z pasa głównego asteroid okrążająca Słońce w ciągu 3 lat i 359 dni w średniej odległości 2,39 j.a. Została odkryta 2 marca 1981 roku w Siding Spring Observatory w Australii przez Schelte Busa. Nazwa planetoidy pochodzi od Matthieu Gounelle'a (ur. 1971), kustosza działu meteorytów Narodowego Muzeum Historii Naturalnej w Paryżu.